# Masicera unicolor
Masicera unicolor là một loài ruồi trong họ Tachinidae.